# Marchand de couleurs

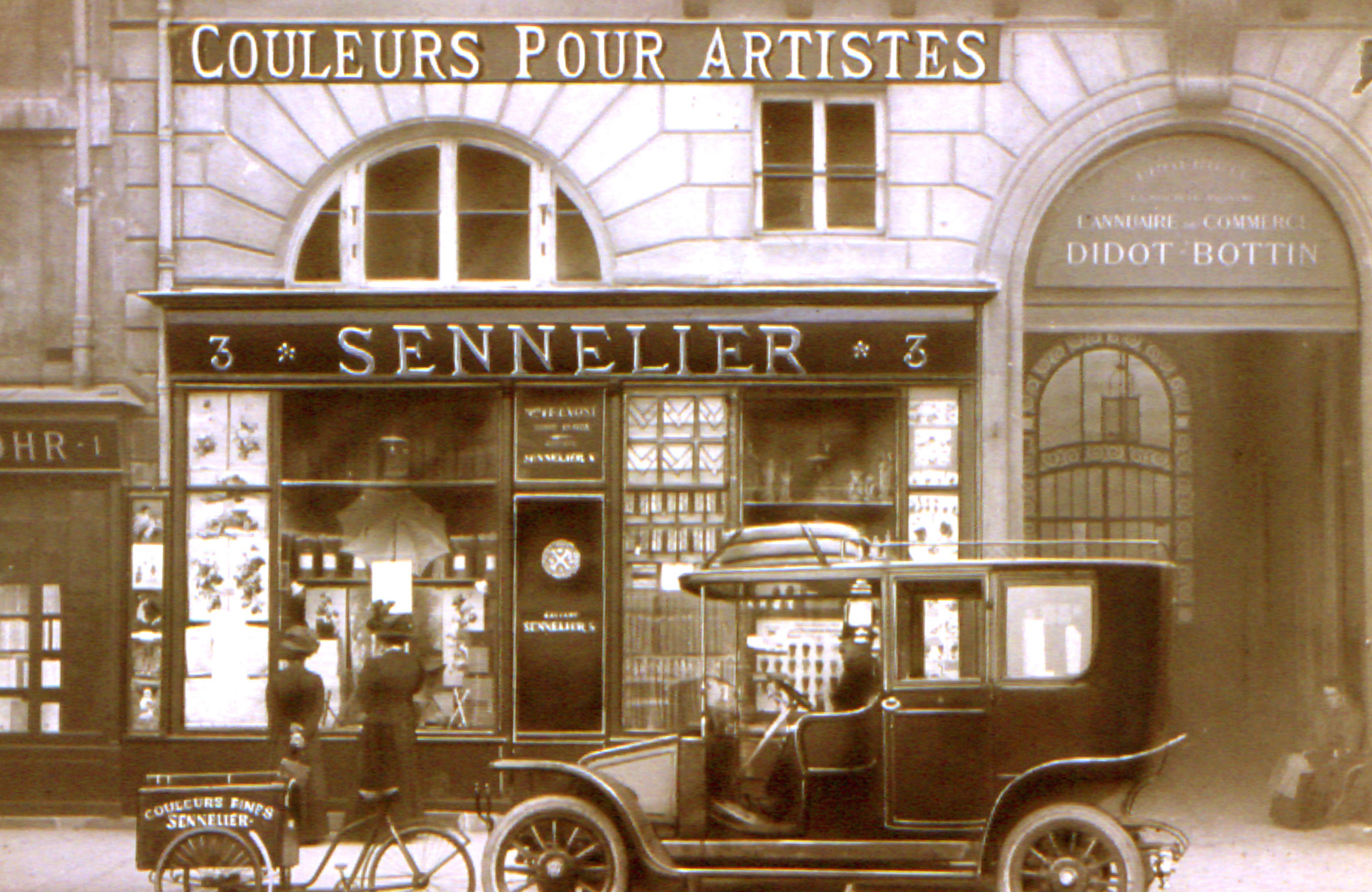
Boutique du marchand de couleur Sennelier à Paris au début du XXe siècle.

Un marchand de couleurs est un commerçant, parfois aussi fabricant, de couleurs pour artistes, peintures, encres, pastels et autres.

## Historique
Autrefois les peintres, qu'ils soient artistes, décorateur ou peintres en bâtiment, achetaient les pigments chez les apothicaires et effectuaient les mélanges et le broyage — qui inclut le mélange avec le liant — dans leurs ateliers, où c'était la tâche de subalternes, le plus souvent des apprentis, les broyeurs de couleurs. À Venise, la profession de vendecolori se détache de celle d'apothicaire à la fin du XVe siècle. Dès le XVIIe siècle des artisans se spécialisent dans la fabrication de matériel pour artistes, pinceaux, chassis et surtout « couleurs », c'est-à-dire les pâtes colorées servant à la peinture. En Angleterre, des marchands semblent s'être spécialisés dans les couleurs vers 1720. En 1750, le sieur Boursin, établi à Paris, s'intitule « marchand de couleurs » dans une annonce où il propose ses pastels.
Au cours du XVIIIe siècle, les artistes ont de plus en plus eu recours à des spécialistes, dont l'activité s'insère mal dans les limites que fixent les corporations, entre les épiciers, les menusiers (pour les châssis et les cadres) et les marchands. Avant la Révolution, Watelet constate que « les artistes ont coutume d'acheter la plupart de leurs couleurs toute broyées ». Des marchands de couleurs proposent de nombreuses innovations, la plupart sans suite, d'autres importantes. À Berlin, Diesbach (de) est à l'origine du bleu de Prusse. À Londres, Reeves invente vers 1780 l'aquarelle en blocs solides. Certains ne sont que commerçants, d'autres fabricants. Léonor Mérimée, qui remarque en 1830 qu'il s'agit d'une « profession très lucrative », prévoit que « la génération prochaine ne verra pas un marchand de couleurs en crédit, qui ne soit instruit en chimie ».
La fabrication des couleurs et des fournitures pour artistes s'industrialise au début du XIXe siècle ; en 1839 Lefranc produit dans une fabrique à vapeur à Grenelle de la peinture et des toiles à peindre, tandis que sa boutique de la rue du Four-Saint-Germain, dans le centre de Paris, ne sert plus qu'à la distribution des produits. Les fabricants deviennent plus proches des chimistes, non seulement parce que de nouvelles matières colorantes ont mobilisé des énergies et permis d'importants profits, mais aussi parce que la conservation de produits de commerce qui se conservent au-delà de quelques jours exigeait une meilleure compréhension de leur composition et de leur stabilité. Avec l'invention des colorants de houille à base d'aniline, la fabrication des pigments se sépare de la préparation des couleurs.
« Un marchand de couleurs ne vend pas toujours des couleurs » ; en en tous cas, pas que des couleurs fines pour artistes. Outre les fournitures pour artistes, les marchands de couleurs prennent des tableaux en dépôt, en acceptent comme paiement, et les vendent et les louent. La profession de marchand de tableaux ou de galeriste ne se sépare des autres activités proches des artistes que vers la fin du XIXe siècle.

## Notoriété

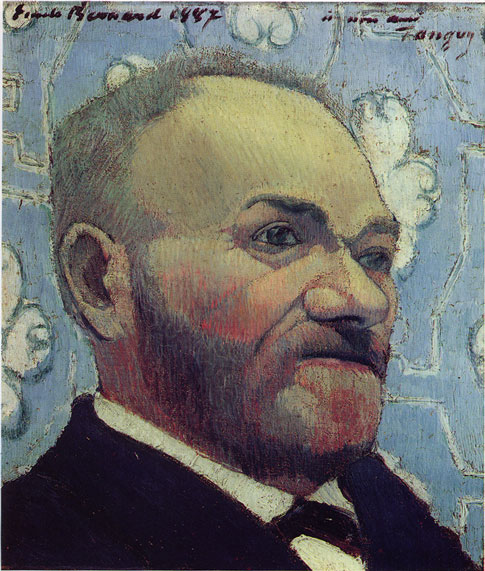
Le Père Tanguy, marchand de couleurs pour artistes durant le dernier quart du XIXe siècle.

Certains marchands de couleurs comme le père Tanguy — un artisan qui broyait selon les commandes des artistes — ont atteint la notoriété par leur proximité amicale avec ses clients, dont il partageait le goût alors qu'ils peinaient à vendre leurs tableaux.
D'autres ont contribué par des traités à réduire l'écart croissant entre les compétences des peintres et ceux des fabricants de peinture. L'art du peintre de Jean-Félix Watin, publié à Paris au XVIIIe siècle est réédité 17 fois au cours du XIXe siècle. Joseph Panier, marchand de couleurs lui aussi, publie en 1856 chez Roret un manuel de fabrication des couleurs.
Commerçants dont l'activité se fonde sur la confiance des artistes, des marchands de couleur effectuent des essais systématiques de solidité des couleurs comme les Blockx à Bruxelles, ou publient la composition de leurs produits, comme Sennelier à Paris.

## Marques
Les marchands de couleurs ont fréquemment vendu toutes les fournitures pour artistes. Leur marque au dos des toiles est un élément d'identification des œuvres anciennes.

## En Orient

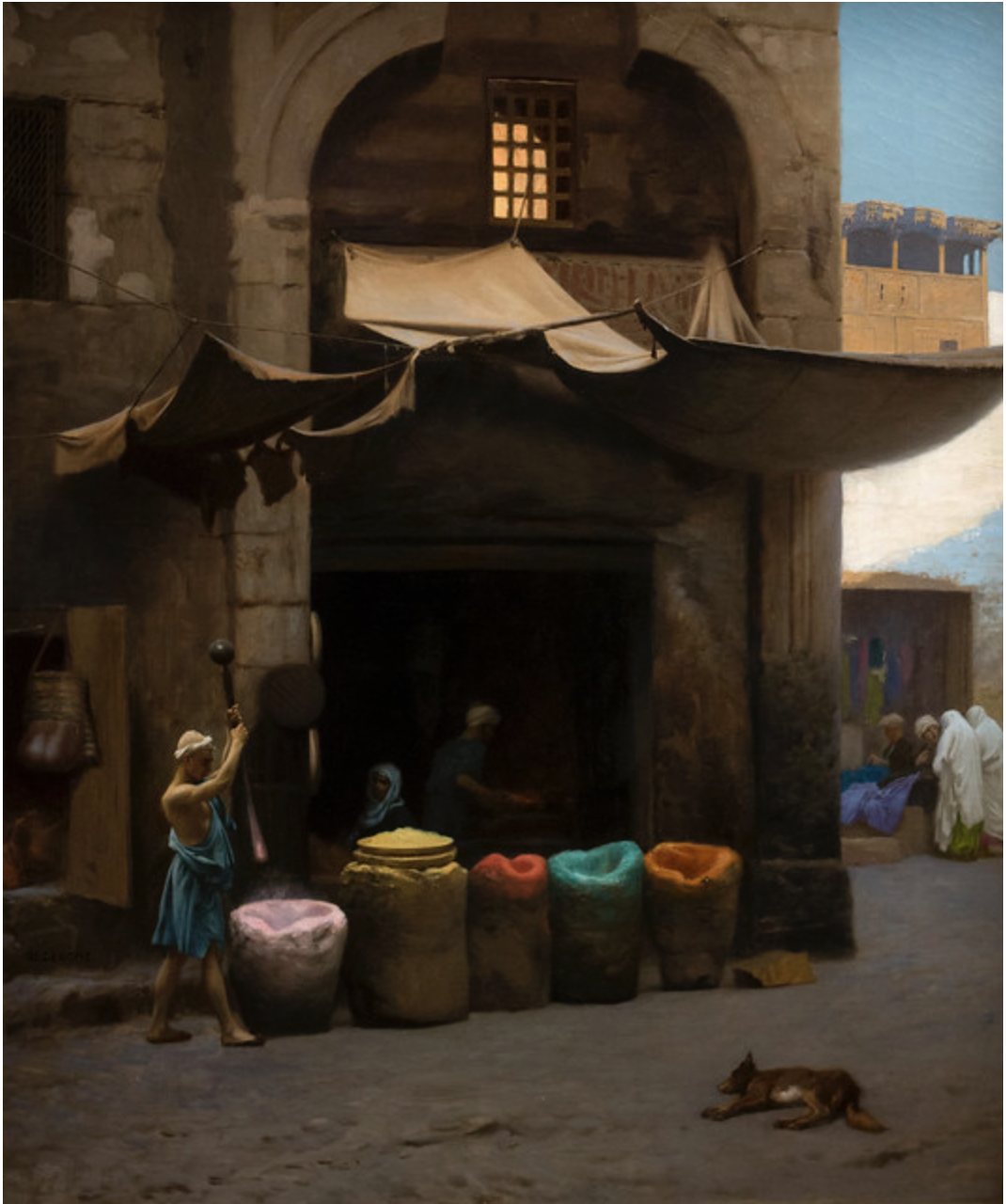
Échoppe de pigment au Caire de Jean-Léon Gérôme.

En Orient, le métier n'a pas suivi le même développement. La pulvérisation des matières destinées à colorer la peinture se pratiquait encore dans la rue à la fin du XIXe siècle.